# Trevões
Trevões is een plaats (freguesia) in de Portugese gemeente São João da Pesqueira en telt 639 inwoners (2001).